# Anizy-le-Château
Anizy-le-Château – miejscowość i dawna gmina we Francji, w regionieHauts-de-France, w departamencie Aisne. W 2013 roku populacja ówczesnej gminy wynosiła 1979 mieszkańców. 
W dniu 1 stycznia 2019 roku z połączenia trzech ówczesnych gmin – Anizy-le-Château, Faucoucourt oraz Lizy – powstała nowa gmina Anizy-le-Grand. Siedzibą gminy została miejscowość Anizy-le-Château. 